# Pithos

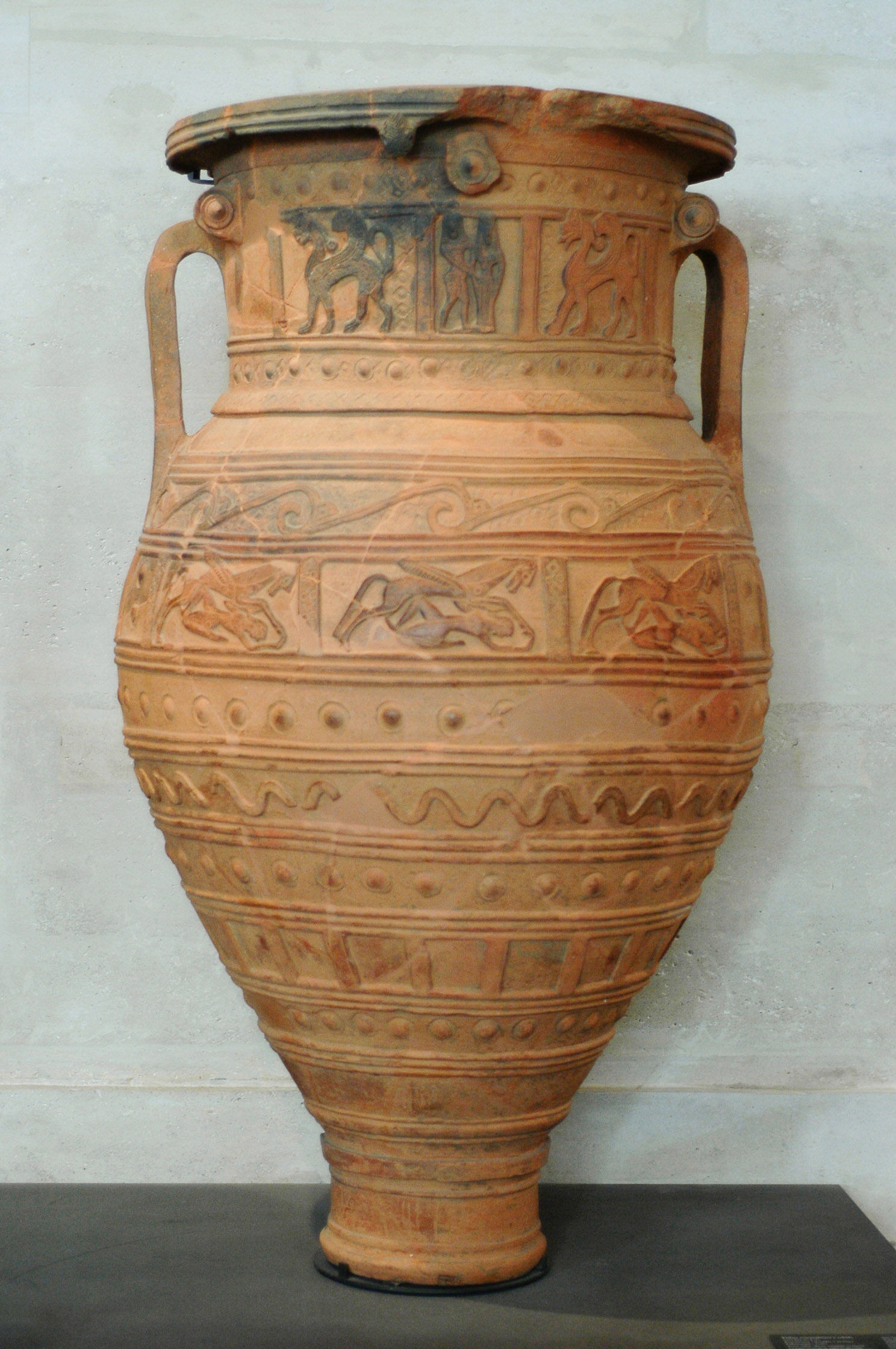
Krétský orientalizující pithos – 675 př. n. l.

Pithos (řecky πίθος, plurál: pithoi) je velká starověká řecká hliněná zásobní nádoba s plastickou výzdobou. Tvar se objevuje již v době bronzové v mínojské a mykénské kultuře. Největší pithy dosahovaly výšky až dva metry. Sloužil jako velká zásobnice potravin, především na víno a obilí. Taktéž byl používán k pohřebním účelům.
Kynický filosof Díogenés ze Sinópé si jej údajně zvolil jako své obydlí, aby lidem ukázal, do jaké míry lze omezit lidské potřeby.